# Patrick Harpur
Patrick Harpur (14 de julio de 1950, Windsor, Inglaterra) es un escritor inglés.

## Biografía
Creció en Surrey, asistió al Cranleigh School y viajó durante un año por África antes de acceder al Saint Catharine's College, Cambridge, para cursar inglés. Posteriormente, desarrolló gran parte de la lectura e investigación que finalmente utilizaría en sus libros, y escribió poesía, relatos y obras de teatro a modo de práctica, mientras se mantenía con trabajos a tiempo parcial vinculados a la enseñanza, la investigación de mercado, la jardinería o la informática. Durante cinco años trabajó en Londres como investigador y luego como editor de una empresa de embalaje de libros.
Su primer libro fue un "thriller teológico" titulado The Serpent's Circle (UK Macmillan, 1985; Coronet, 1986, y US St Martin's Press, 1985; Warner, 1986).
El segundo fue una novela sobre un niño autista, The Rapture (Macmillan, 1986; Coronet, 1986).
Mercurius; or, the Marriage of Heaven and Earth, un relato en parte ficticio de la gran obra de la alquimia, fue publicado por Macmillan en 1990 y reeditado por The Squeeze Press en 2008.
Su primer intento de no ficción completa fue Daimonic Reality: A Field Guide to the Otherworld (UK Viking, 1995; Penguin, 1996 y US Penguin, 1995, 1996; reeditado por Pine Winds Press, Idyll Arbor, 2003) que intentó dar sentido a las visiones y apariciones recurriendo a la filosofía platónica, la psicología junguiana y la noción romántica de la imaginación.
The Philosophers' Secret Fire: A History of the Imagination (UK Penguin, 2002 y US Ivan R. Dee, 2003; reeditado por The Squeeze Press, 2009) esbozó una forma esotérica occidental de ver el mundo que ha sido ampliamente descuidada.
En 2010, Rider publicó el ambicioso título A Complete Guide to the Soul que apareció un año más tarde en los Estados Unidos como The Secret Tradition of the Soul (Evolver Editions, una impresión de North Atlantic Books). 
The Savoy Truffle (Skylight Press, 2013) es una comedia negra muy autobiográfica, ambientada en los home counties de los años 60.
The Good People (Strange Attractor Press, 2017) es un cuento de hadas moderno y una especie de volumen ficticio que acompaña a Daimonic Reality.
The Stormy Petrel (The Squeeze Press, 2017) es una novela basada en la vida y obra del pensador danés Søren Kierkegaard, cuyos escritos le cautivaron durante años.
Sus cuatro libros de no ficción han sido traducidos al español y publicados por Ediciones Atalanta.
Simultáneamente al desarrollo de su obra literaria, BBC Television le encargó escribir una adaptación de The Rapture; ha realizado además trabajos para publicaciones como The Guardian, Fortean Times, Gnosis, Resurgence, New Statesman e Independent on Sunday. Es invitado a menudo a dar charlas en Reino Unido, España y América; y enseñó a estudiantes de posgrado en el Schumacher College (Dartington). Vive en West Dorset.

## Obra
Es autor de cinco novelas: The Serpent's Circle, The Rapture, The Savoy Truffle, The Good People y The Stormy Petrel, y de un libro de culto: un diario alquímico moderno titulado Mercurius. Or the Marriage of Heaven and Earth. Pero es en el campo ensayístico donde ha encontrado un mayor eco internacional con la publicación de Daimonic Reality. A Field Guide to the Otherworld, The Philosophers' Secret Fire. A History of the Imagination y A Complete Guide to the Soul.

### Mercurius. Or the Marriage of Heaven and Earth
Su obra de 1990 Mercurius. O el matrimonio de Cielo y Tierra ha sido considerada un libro de culto. The Literary Review alude a que "Mercurius es un libro escrito tanto para esclarecer como para entretener. Es probablemente la descripción más explícita del arte alquímico jamás publicada - presenta un fuerte argumento para la perfectibilidad del hombre y en contra del anémico ascetismo que abre una brecha entre el amor espiritual y corporal".

### Daimonic Reality. A Field Guide to the Otherworld

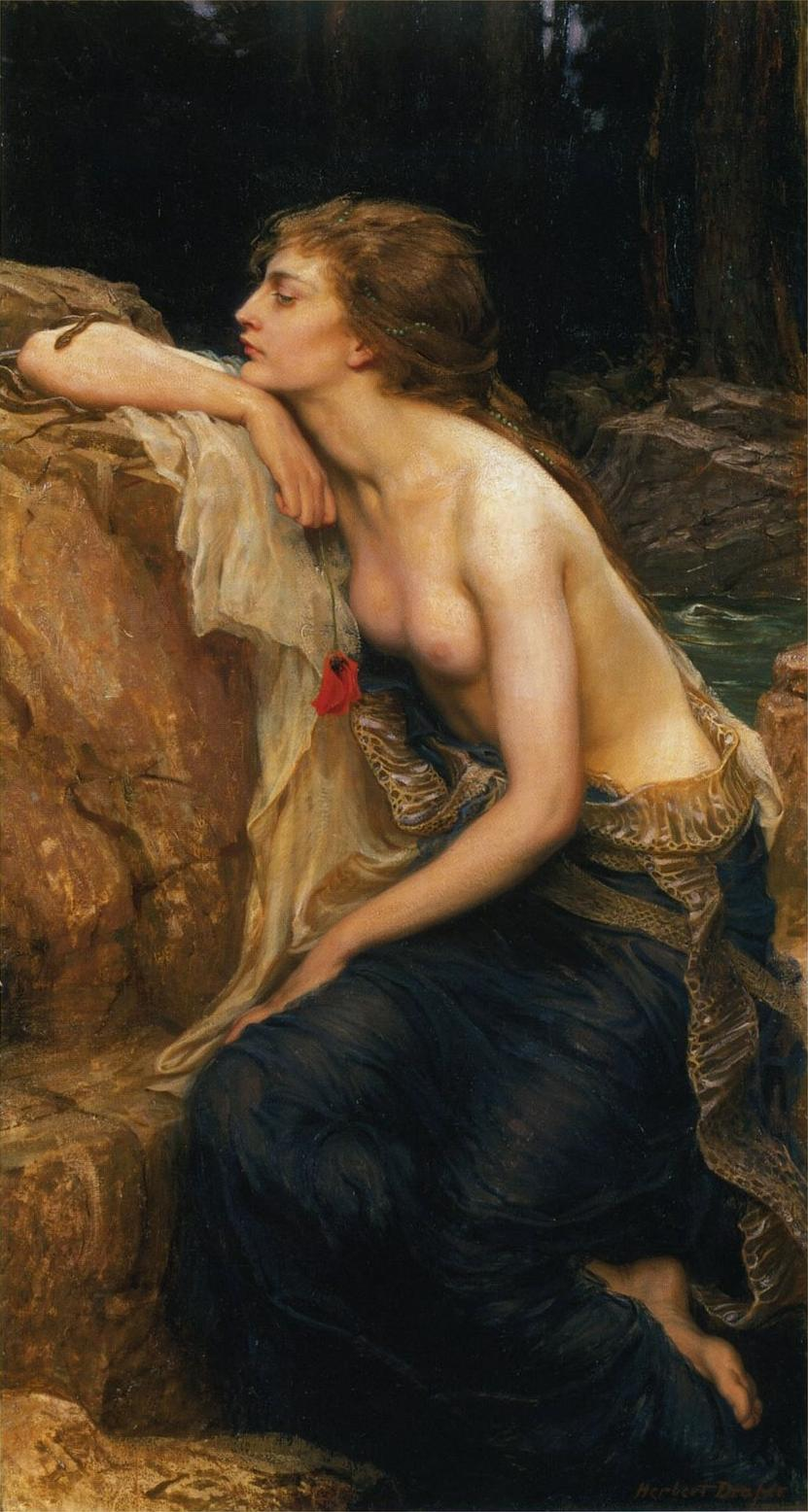
Pintura de una Lamia (Herbert James Draper, 1909), la reina de Libia que se convirtió en un daemon según la mitología griega.

En 1995 publicará su primer ensayo, Realidad daimónica. Una guía de campo para el Otro Mundo. En él aborda el área de los fenómenos paranormales reprobando la doble actitud presente, por un lado, en la cultura oficial, al eludir las preguntas que deberían suscitar tales fenómenos sobre la naturaleza de la realidad y de la mente, y por otro, en la cultura popular, al tomar estas apariciones en su sentido literal. Para Harpur se trata de fenómenos puramente psíquicos, siendo la «psique» el mundo, no sólo nuestras mentes individuales. La fenomenología pertenecería así a la esfera de la Imaginación, entendida esta como el «El Alma del Mundo» neoplatónica. Su negación y represión conduce al retorno patológico de lo reprimido.

### The Philosophers' Secret Fire. A History of the Imagination
Su siguiente ensayo de 2002, El fuego secreto de los filósofos. Una historia de la Imaginación, representa en un solo volumen una historia completa de la Imaginación. Para ello parte de campos tan heterogéneos como la filosofía y mitología griegas, la poesía romántica, la alquimia, la psicología analítica, la magia renacentista, el chamanismo, la ciencia moderna, los relatos de hadas y fantasmas, la náusea de Darwin o la magdalena de Proust. Su cometido es mostrar un coherente itinerario por el que han pasado todas las diferentes sociedades humanas que han querido dotar a su mundo con un sentido pleno de imágenes.
Harpur replantea los rígidos "mitos" de nuestro universo racional contemporáneo a fin de recordar la existencia de esta sutil manera metafórica de visión imaginativa.
Según Harpur, el defecto fundamental de la conciencia postcartesiana radica en literalizar la realidad desde una perspectiva particular que pretende ser la única y verdadera visión del mundo real. Sin embargo, la realidad está lejos de ser algo simple y literal, y nuestra visión del mundo es solo una visión, pero no el mundo. La Imaginación permite asumir que solo es posible contemplar el mundo a través de alguna perspectiva imaginativa o mito. "En realidad, el mundo que vemos siempre corresponde al mito en el que estamos", sea del género que sea. Toda literalidad conduce irremediablemente a la ceguera.

### A Complete Guide to the Soul
En 2010 publicó un nuevo ensayo, La tradición oculta del alma, libro iniciático que nos adentra en los meandros de un tema tan difícil como necesario: el alma. Harpur hace un completo recorrido por la cultura occidental a través de la filosofía, la mitología, la alquimia, la poesía, la psicología y la antropología, para mostrarnos los lugares secretos en los que nuestra tradición espiritual halló un sentido profundo a la vida, hoy totalmente olvidado. La senda que nos abre su investigación contempla la realidad del alma desde una multiplicidad de perspectivas: el mito, el cuerpo, el Alma del Mundo, los dáimones, lo inconsciente, el espíritu, el ego, la muerte y el Otro Mundo.

## Listado de trabajos
Ensayos filosóficos
- A Complete Guide to the Soul (2010)[9]
- The Philosophers' Secret Fire. A History of the Imagination (2002)[10]
- Daimonic Reality. A Field Guide to the Otherworld (1995)[11]

Novela
- The Stormy Petrel (2017)[12]
- The Good People (2017)[13]
- The Savoy Truffle (2013)[14]
- Mercurius. Or the Marriage of Heaven and Earth (1990)[15]
- The Rapture (1986)[16]
- The Serpent's Circle (1985)[17]

## Edición en español
- Realidad daimónica. Una guía de campo para el Otro Mundo (Cuarta edición). Traducción Isabel Margelí. Cartoné. Colección Imaginatio vera. Vilaür: Ediciones Atalanta. 2025. ISBN 978-84-12-43154-4.
- La tradición oculta del alma (Tercera edición). Traducción Isabel Margelí. Cartoné. Colección Imaginatio Vera. Vilaür: Ediciones Atalanta. 2020. ISBN 978-84-943770-5-1.
- El fuego secreto de los filósofos. Una historia de la Imaginación (Séptima edición). Traducción Fernando Almansa Salomó. Cartoné. Colección Imaginatio Vera. Vilaür: Ediciones Atalanta. 2020. ISBN 978-84-937784-2-2.
- Mercurius. O el matrimonio de Cielo y Tierra. Traducción Magdalena Palmer. Cartoné. Colección Imaginatio vera. Vilaür: Ediciones Atalanta. 2015. ISBN 978-84-943030-0-5.

Prologuista
- Blake, William (2013). Libros proféticos. Volumen I. Prólogo Patrick Harpur. Traducción Bernardo Santano Moreno. Cartoné. Colección Imaginatio Vera. Vilaür: Ediciones Atalanta. ISBN 978-84-940941-5-6.